# Kópasker
Kópasker este un mic sat cu aproximativ 130 de locuitori, situat pe malul de est al Öxarfjörður în nord-estul Islandei.

## Date generale
Prima casă de locuit în Kópasker, Bakki, a fost construită în anul 1912 de către Arni Ingimundarson. Bakki a ars în 1988. Kópasker a crescut și s-a dezvoltat în jurul Co-op, o companie care furnizează servicii pentru agricultura locală și pescuit. Prelucrarea cărnii este cea mai mare industrie din Kópasker, reprezentată de către abator și de fabrica de procesare ca cărnii de miel, Fjallalamb. Muzeul este situat la situl bisericii Snartarstaðir. În sat există, de asemenea, o expoziție interesantă de la Centrul de cutremur Kópasker, această expoziție descrie cutremurul mare din 1976, care a măsurat 6.3 grade pe Scara Richter și a distrus mai multe case și alte structuri din zonă.
În Kópasker există un magazin, un garaj, un centru de îngrijire a sănătății, o bancă, o zonă de camping și pensiuni. La nord de Kópasker este peninsula Melrakkasletta, cu numeroase specii de păsări, și, de asemenea, punctul cel mai nordic al Islandei, Hraunhafnartangi.

## Geografia
Kópasker este situat la Öxarfjörður, în partea de vest a peninsulei Melrakkaslétta o zonă activă din punct de vedere geologic, unde se află o ruptură vulcanică. De aceea zona a fost zguduită de cutremure, ultimul cutremur mare a avut loc în 1976.
În raionul Röndin, se pot găsi straturi sedimentare cu scoici din Epoca de Gheață.
Aproximativ la 20 de kilometri nord de Kópasker se află Vulcanul Rauðinúpur care este parțial erodat.